# A53 road
Die A53 road (englisch für Straße A53) ist eine 88,7 km lange, als Primary route ausgewiesene Straße in England, die bei Shrewsbury beginnend nach Nordosten bis nach Buxton führt.

## Verlauf
Die Straße beginnt nördlich von Shrewsbury an einem Kreisverkehr mit der A49 road, kreuzt bei Ternhill die A41 road, umgeht Market Drayton, kreuzt dann die A51 road und den M6 motorway ohne direkten Anschluss, bis sie Newcastle-under-Lyme und anschließend Stoke-on-Trent erreicht. Dies Stadt verlässt sie in nordöstlicher Richtung, kreuzt in Leek die A523 road und endet kurz nach der Einmündung der A54 road in Buxton im Peak District.